# Galovec
Galovec is een plaats in de gemeente Konjščina in de Kroatische provincie Krapina-Zagorje. De plaats telt 122 inwoners (2001).